# Rafajovce
Rafajovce jsou obec na Slovensku v okrese Vranov nad Topľou v jižní části Nízkých Beskyd. Asi 3 km západně leží vodní nádrž Domaša. V obci žije 163 obyvatel. První písemná zmínka o obci pochází z roku 1557.
V obci se nachází řeckokatolický chrám Narození přesvaté Bohorodičky z druhé poloviny 18. století.